# Coerenza cardiaca

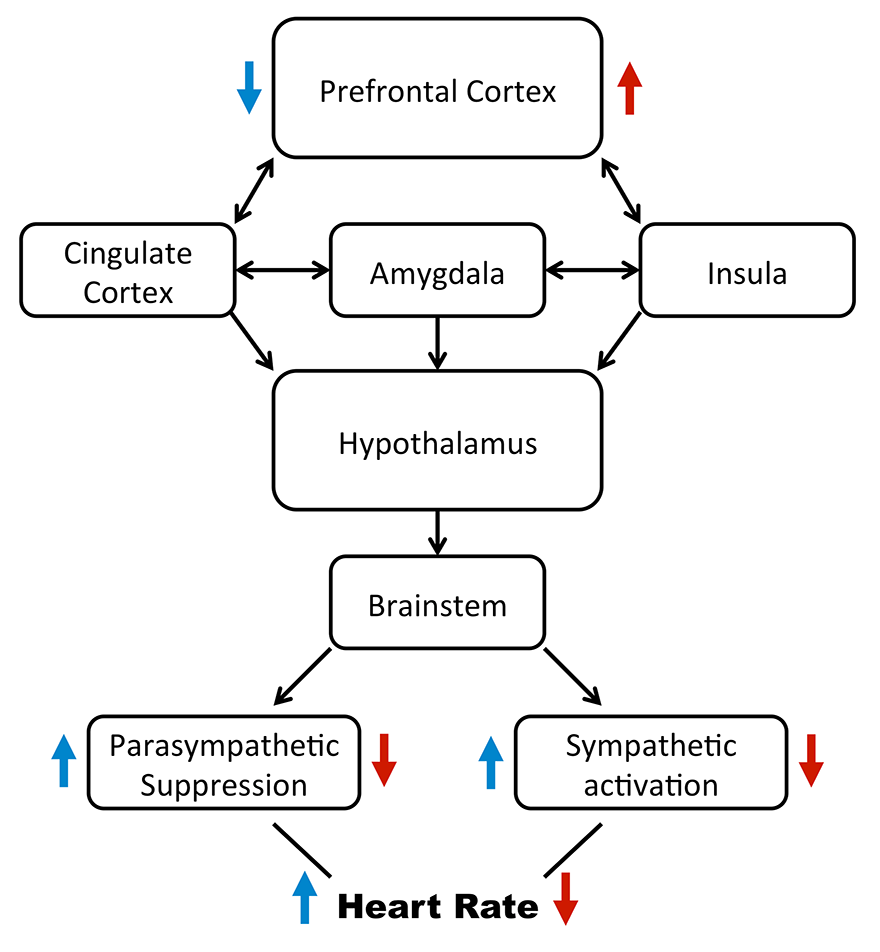
Rappresentazione semplificata dell'azione del sistema neuroviscerale integrato con il sistema nervoso autonomo cuore-cervello.

Con coerenza cardiaca o controllo della variabilità della frequenza cardiaca ci si riferisce ad un metodo terapeutico e tecnica di rilassamento, affine ad altre tecniche di rilassamento come l'autoipnosi e il training autogeno (es. esercizio "del cuore"), volta a regolare tramite la respirazione e la visualizzazione la variabilità della frequenza e del ritmo cardiaco.
È basata anche su tecniche di controllo della respirazione di origine meditativa, ad esempio alcune pratiche di meditazione buddhista incentrate su respiro e gentilezza amorevole, e gli esercizi del prāṇāyāma yoga induista (ma, come nella mindfulness, senza la componente religiosa originaria). La respirazione controllata influenza il sistema nervoso centrale tramite l'interazione col sistema nervoso autonomo, attraverso il nervo vago (secondo il modello neuroviscerale e di sincronizzazione del sistema parasimpatico e simpatico), ottenendo appunto la "coerenza" cardiaca.
Essa è utilizzata dai proponenti al fine di controllare o ridurre patologie come l'ansia e disturbi ad essa collegati, la depressione, l'insonnia, lo stress o le malattie cardiache, oppure per aumentare il benessere psicofisico, la resilienza e le relazioni interpersonali.
Venne sviluppata da ricercatori come Stephen Elliott, e dal team di Rollin McCraty presso l'HeartMath Institute fondato da Doc Lew Childre jr. negli anni '90, sull'adattamento delle tecniche citate e sulla base biologica degli studi neurologici e psicologici di Antonio Damasio, Joseph LeDoux e Daniel Goleman.

## Descrizione
Il metodo universalmente usato comprende l'effettuazione di circa 6 inspirazioni/espirazione al minuto per 5 minuti di respirazione, immaginando di respirare dalla zona cardiaca. Espirazione e ispirazione hanno la stessa durata (5 secondi) e alternati senza sosta. Allo stesso tempo, al paziente viene chiesto di rilassarsi coscientemente in alcune zone del corpo come il viso, la lingua, la gola, le mani, i piedi e il diaframma. Secondo i proponenti, questa respirazione regolare riduce lo stress, fornisce un migliore controllo della frequenza cardiaca e migliora la concentrazione.
Vengono poi effettuate meditazioni basate sul metodo di respiro della coerenza cardiaca, di vario tipo e durata.
David Servan-Schreiber, che contribuì alla sua diffusione in Europa e in particolare in Francia, descrive ad esempio in modo esteso nei suoi libri un diffuso metodo semplificato di meditazione con respiro e visualizzazione di ricordi piacevoli, con cui applicare la tecnica.

## Ruolo del sistema nervoso autonomo

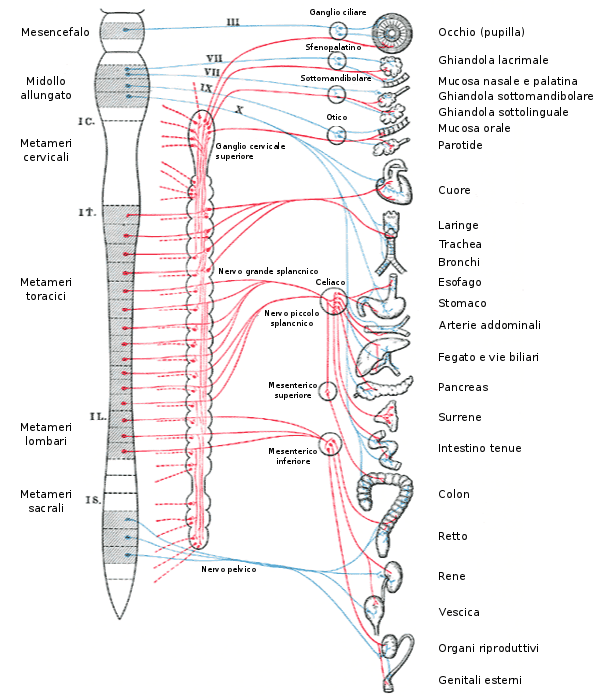
Il sistema nervoso autonomo con i relativi organi e funzioni collegate

La coerenza cardiaca agirebbe direttamente sul sistema nervoso autonomo e quindi di riflesso aumenterebbe di rimando i segnali di rilassamento diretti al sistema nervoso centrale, sia alla corteccia prefrontale, che all'amigdala e ai gangli della base (invertendo il meccanismo dell'ansia).
Esso ha due rami principali, oltre al sistema nervoso enterico (o metasimpatico): il sistema nervoso simpatico (o ortosimpatico) e il sistema nervoso parasimpatico, i cui effetti fisiologici sull'organismo sono diametralmente opposti. Il sistema nervoso simpatico prepara ad esempio all'azione, negli animali al volo o al combattimento, secernendo adrenalina durante lo stress acuto. Il ritmo cardiaco e respiratorio accelera, la tensione aumenta, i vasi sanguigni si contraggono, le pupille si dilatano (midriasi) e l'intero apparato digerente viene messo a riposo, essendo diretto il sangue preferenzialmente verso i muscoli.
Il sistema nervoso parasimpatico agisce nella direzione opposta: miosi delle pupille tramite il III nervo cranico, bradicardia e stimolazione delle funzioni digestive tramite il nervo vago X nervo cranico.
Il nervo vago innerva tutti gli organi toracici e addominali. Il cuore e i polmoni sono i principali bersagli a livello toracico. La sua stimolazione provoca bradicardia e restringimento delle vie aeree. A livello addominale è coinvolto l'intero apparato digerente: non è solo l'apparato digerente con la sua motilità e le sue secrezioni ad essere stimolato, ma anche organi come il fegato o il pancreas. Il sistema immunitario è influenzato in particolare dal tessuto linfoide associato al tratto digerente. Anche le vie urinarie e gli organi genitali sono modulati dal vago. Il sistema nervoso parasimpatico, attraverso il nervo vago, favorisce il recupero e la riparazione dei tessuti, il rilassamento e il riposo. Rallenta il cuore e dirige il sangue verso il territorio viscerale, favorendo tutti i processi coinvolti nella digestione (secrezioni digestive, metabolismo epatico, accelerazione del transito, ecc.). Con il metodo di Wim Hof, studi recenti hanno dimostrato che l'attivazione cosciente del sistema nervoso autonomo è possibile, in particolare attraverso la respirazione che è un processo spesso inconscio e riflesso, ma che può essere facilmente modulato dalla volontà.
Poiché il tono vagale non è misurabile direttamente, la sua quantificazione non invasiva richiede lo studio dei processi fisiologici che si alterano durante il danneggiamento del nervo vago, in particolare la frequenza cardiaca e la variabilità della frequenza cardiaca. L'aumento del tono vagale (e quindi l'attività del nervo vago) è associato a una frequenza cardiaca non solo ridotta, ma anche più variabile. Questa variabilità della frequenza cardiaca viene misurata confrontando l'aumento della frequenza durante l'inspirazione profonda con la diminuzione durante l'espirazione profonda.

## Presunti meccanismi di azione

### Il controllo della variabilità della frequenza cardiaca
La variabilità della frequenza cardiaca (HRV) misura le fluttuazioni nell'intervallo di tempo tra due contrazioni cardiache. La frequenza cardiaca è regolata negativamente dalla stimolazione dei barocettori situati principalmente a livello del seno carotideo, dell'arco dell'aorta e dell'atrio destro del cuore in connessione con il sistema nervoso autonomo. Un'elevata variabilità indicherebbe una buona capacità immediata di adattamento del cuore alle richieste, e sarebbe quindi allo stesso tempo un segno e un fattore di salute. La coerenza cardiaca aumenterebbe il livello di HRV.
Poiché la variabilità della frequenza cardiaca è ridotta nelle malattie cardiovascolari e nella depressione, la pratica della coerenza cardiaca viene utilizzata con successo per amplificare la variabilità della frequenza cardiaca e ridurre sia l'ipereccitazione simpatica che l'attivazione della cascata infiammatoria.

#### Uso del biofeedback
Il biofeedback è un metodo per addestrare i soggetti a controllare la propria fisiologia utilizzando sensori che registrano alcuni dei loro parametri fisiologici, qui nella frequenza cardiaca, e sono collegati a una schermata di output che consente loro di visualizzare influenza che lo stato di stress o la respirazione possono causare come modifiche del parametro registrato. Gli studi hanno chiaramente dimostrato che i pazienti possono utilizzare tecniche di biofeedback per regolare il loro sistema nervoso autonomo e più specificamente l'equilibrio tra il loro sistema ortosimpatico e parasimpatico, che ha fornito l'impulso per uno studio sistematico su larga scala dell'autoregolazione nelle malattie cardiache. Si tratta quindi di una terapia di autoregolamentazione attraverso la quale il paziente impara così a ottimizzare da solo il funzionamento del proprio sistema nervoso autonomo.
Gli effetti psicofisiologici del biofeedback applicato alla variabilità della frequenza cardiaca (biofeedback HRV) consentono di aumentare la coerenza cardiaca nei pazienti con malattia coronarica, oltre alla gestione dello stress durante la riabilitazione cardiaca.

### Influenza sull'aritmia sinusale respiratoria (ASR)
L'aritmia sinusale respiratoria (ASR) è un normale cambiamento fisiologico della frequenza cardiaca che si verifica ad ogni ciclo respiratorio. La frequenza cardiaca aumenta durante l'inspirazione e diminuisce durante il periodo di espirazione. L'ASR aumenta in stato di riposo e diminuisce in stato di stress o tensione, aumenta in posizione sdraiata e diminuisce in posizione eretta, ma è comunque più pronunciata durante il giorno rispetto alla notte. Costituisce un marker biologico di uno stato di buona salute, decrescente gradualmente con l'età e nelle persone con patologie come il diabete mellito o malattie cardiovascolari. L'ASR è inferiore nei bambini con disturbi dello spettro autistico rispetto ai non affetti analizzati.
La pratica regolare della coerenza cardiaca, aumentando gradualmente la ASR, contribuirebbe quindi al miglioramento dello stato di salute.